# かくして!マキナさん!!
『かくして！マキナさん!!』は、里好による日本の漫画作品。『月刊アクション』（双葉社）にて2022年12月号（2022年10月25日発売）から2024年4月号（2月24日発売）まで連載され、同誌の休刊に伴い『webアクション』（双葉社）へ移籍して同年4月2日より連載中。
メディアミックスとして、テレビアニメが2025年4月から6月まで放送中された。

## あらすじ
メカオタクの男子高校生・阿久津栄太は、クラスメイトの我妻マキナがセクサロイドであることを知る。潜伏先を失ったマキナは、一人暮らしでメカの知識と技術をもつ栄太のアパートに押しかけて同居し始める。マキナは栄太と性行為を試みるが、栄太は童貞で性への免疫がなく、マキナもセクサロイドでありながら具体的な行為の手順を知らなかった。

## 登場人物
阿久津 栄太（）
声 - 大地葉
本作の主人公。童貞のメカオタク。
我妻 マキナ（）
声 - 高柳知葉
本作のヒロイン。学園の人気者。正体はエッチのために作られたAIロボだが、性知識はないため栄太との関係は一向に進展しない。アンドロイド三姉妹の次女。
妹機であるミミカが起こした爆発によって本体がダメージを受けており、その影響で左の股関節が緩くなってしまったため、首とともにしょっちゅう外れる。
ミミカに身体を奪われた時は取り返すまで残されたミミカの身体を使っていたが、その際は顔付きも子供っぽくなり、身体の設定年齢に合わせて顔の年齢も変えられる事が明らかになった。
セクサロイドとしてエッチな発言が多いが、手元にスマホがなくとも自らの意識をネットワークの世界に飛ばし、直接栄太のスマホにアクセスして連絡を取れるなど高性能な機能を持っており、そのスペックはかなりものものである。
妹兄 ミミカ（）
声 - 桑原由気
栄太の前に姿を現す謎の女の子。その正体は彼女もロボであり、かわいい容姿を活かしたスパイとして暗躍する。マキナの姉妹機であるため「おねーちゃん」と呼ぶ、アンドロイド三姉妹の三女。子供の外見で作られたため成長する事が出来ず、マキナの「大人なボディ」に憧れて彼女を襲い、身体を奪うが、過去の襲撃でマキナに与えたダメージによって脚が外れてしまい失敗に終わる。その後、マキナとともに栄太の家で同居を始める。
まみみ
声 - 夏目妃菜
マキナの親友にして最強の腐女子。マキナを大切に想っているが故にストーカーのように張り付く栄太を敵視しており、スタンガンを突き付けるなど物騒な行動が目立つが、いずれも失敗に終わっている。川の中でスリープ中だったアルマの覚醒に遭遇し、阿久津栄太排除を実行するため彼女のオーナーとなる。
公園の遊具で激しく遊んでいたマキナと栄太の動画を見てマキナは調教されておらず、むしろ調教する側と勘違いをエスカレートさせ、マキナと栄太に「開発用」のアダルトグッズをプレゼントした。
防人 アルマ（）
声 - 松井恵理子
まみみの前に現れる戦闘用AIロボで、アンドロイド三姉妹の長女。川の中でスリープしていたが、まみみに拾われ、彼女のパートナーとなる。戦闘用という特性を活かしてまみみから阿久津栄太排除の任務を受けているが、オーナーであるまみみの影響を大いに受けてしまったため、任務そっちのけで自らBL同人誌を描くなど変な方向に進んでいる。なお、その装備は兵器そのものであるが、ロボット工学三原則により自ら人間を攻撃する事は出来ない。
大家さん
声 - 新谷良子
栄太が独り暮らしするアパートの管理人さん。栄太がマキナ達と同居している事は知らず、度々聞こえるマキナやミミカの嬌声はそれ系の動画を大音量で見ていると勘違いしている。マキナとミミカとの姉妹喧嘩を注意に来た際にマキナの生首姿を目撃しているが、幽霊であると何とか正体だけがバレずに済んでいる。

## 書誌情報
- 里好 『かくして！マキナさん!!』 双葉社〈アクションコミックス〉、既刊5巻（2025年6月12日現在）
  1. 2023年4月12日発売[6][7]、ISBN 978-4-575-85830-3
  2. 2023年11月9日発売[8]、ISBN 978-4-575-85906-5
  3. 2024年5月10日発売[1][9]、ISBN 978-4-575-85963-8
  4. 2024年12月12日発売[10]、ISBN 978-4-575-86033-7
  5. 2025年6月12日発売[11]、ISBN 978-4-575-86102-0

## テレビアニメ
2024年5月にテレビアニメ化が発表され、2025年4月から6月までTOKYO MXほかにて放送された。テレビ放送される「かくしてる版」のほか、AnimeFestaでは規制解除された「かくしてない版」も配信される。

### スタッフ
- 原作 - 里好[5]
- 監督・絵コンテ - 西田正義[5]
- 副監督 - 飯野健太郎[5]
- シリーズ構成・脚本 - 香椎葉平[5]
- メインキャラクターデザイン - 中村優作[5]
- サブキャラクター・衣装デザイン - 岡崎洋美
- プロップデザイン - 瀧澤茉夕、岡崎洋美
- 美術監督 - 三宅昌和[5]
- 色彩監督 - 斉藤小桃[5]
- 撮影監督 - 羽島大翔[5]
- 編集 - 丹彩子[5]
- 音楽 - 松野恭平[5]
- 音響演出 - 志村貴博[5]
- 音楽監督 - 小見川千明[5]
- プロデューサー - 三村雄飛、石坂竜二、石井正記
- アニメーションプロデューサー - 三村雄飛、本川耕平
- 制作統括 - 安広琉斗
- アニメーション制作 - BloomZ[5]
- アニメーション制作協力 - ウルフズベイン[5]
- 製作 - 「マキナさん」製作委員会

### 主題歌
「家でYeah!ってアゲタイガー」
上月せれなによるオープニングテーマ。作詞・作曲・編曲は小田切マーク洋平。
「アンドロイドにくびったけ」
Brave Mental Orchestraによるエンディングテーマ。作詞・作曲は出口遼、編曲は雪乃イト、出口遼。

### 各話リスト
| 話数   | サブタイトル                          | 演出            | 作画監督                                     | 総作画監督        | 初放送日      |
| ------ | ------------------------------------- | --------------- | -------------------------------------------- | ----------------- | ------------- |
| 第01話 | かくして、マキナさんはメカバレる。    | 西田正義        | 寿夢龍 上西麻耶                              | 中村優作          | 2025年 4月7日 |
| 第02話 | かくして、マキナさんは部屋にいる。    | 飯野健太郎      | 斎藤大輔 北村晋哉                            | -                 | 4月14日       |
| 第03話 | かくして、マキナさんは混浴する。      | 西田正義        | 寿夢龍 小澤宏貴 宮澤紅音                     | -                 | 4月21日       |
| 第04話 | かくして、マキナさんは制服を得る。    | 飯野健太郎      | 小澤宏貴 中島大智 永田有香 宮澤紅音          | 中村優作          | 4月28日       |
| 第05話 | かくして、マキナさんは隠しきれない。  | 西田正義        | 斉藤大輔                                     | 中村優作 北村晋哉 | 5月5日        |
| 第06話 | かくして、マキナさんは奪われる。      | 飯野健太郎      | 眞白悠介                                     | -                 | 5月12日       |
| 第07話 | かくして、姉妹達は入れ替わる。        | 冨田泰弘        | 瀧澤茉夕 寿夢龍 奥山裕也                     | 中村優作          | 5月19日       |
| 第08話 | かくして、マキナさんは怪談となる。    | 西田正義        | 上西麻耶 眞白悠介                            | 北村晋哉          | 5月26日       |
| 第09話 | かくして、マキナさんはちゅーをする。  | 叶侑馬 安広琉斗 | 宮澤紅音                                     | fu-ta             | 6月2日        |
| 第10話 | かくして、その兵器は動き出す。        | 冨田泰弘        | 寿夢龍 ビート 宮澤紅音 奥山裕也              | 中村優作          | 6月9日        |
| 第11話 | かくして、マキナさんはオナモミる。    | 飯野健太郎      | 西川真人 斉藤大輔                            | 北村晋哉          | 6月16日       |
| 第12話 | かくして、マキナさんはHな運動をする。 | 西田正義        | 上西麻耶 細田沙織 西川真人 アラタハヤト 棒冰 | 中村優作          | 6月23日       |

### 放送局
特記がない限り「かくしてる版」が放送・配信される。
| 放送期間                | 放送時間                     | 放送局   | 対象地域 | 備考                             |
| ----------------------- | ---------------------------- | -------- | -------- | -------------------------------- |
| 2025年4月7日 - 6月23日  | 月曜 1:20 - 1:35（日曜深夜） | TOKYO MX | 東京都   |                                  |
| 2025年4月10日 - 6月26日 | 木曜 0:30 - 0:45（水曜深夜） | BSフジ   | 日本全域 | BS/BS4K放送 / 『アニメギルド』枠 |

| 配信開始日    | 配信時間                           | 配信サイト | 備考                 |
| ------------- | ---------------------------------- | --- | -------------------- |
| 2025年4月7日  | 月曜 1:20（日曜深夜） 更新         | AnimeFesta | かくしてない版も配信 |
|               |                                    | DMM TV |                      |
| 2025年4月10日 | 木曜 0:00（水曜深夜） 以降順次更新 | ABEMA Amazon Prime Video dアニメストア FOD Hulu J:COM STREAM Lemino milplus TELASA U-NEXT アニメ放題 バンダイチャンネル ふらっと動画          | 見放題配信           |
|               |                                    | Amazon Prime Video HAPPY!動画 J:COM STREAM milplus music.jp Rakuten TV TELASA カンテレドーガ ニコニコ動画 バンダイチャンネル ビデオマーケット | 都度課金配信         |

### BD
| 巻  | 発売日             | 収録話                                          | 規格品番 |
| --- | ------------------ | ----------------------------------------------- | -------- |
| BOX | 2025年10月17日予定 | 「かくしてる版」全12話 「かくしてない版」全12話 | 未公表   |